# Sinesbrunn
Sinesbrunn este o arie protejată (sit de importanță comunitară — SCI) din Austria întinsă pe o suprafață de 51,84 ha, integral pe uscat.

## Localizare
Centrul sitului Sinesbrunn este situat la coordonatele 47°17′57″N 10°48′15″E / 47.2992°N 10.8042°E.

## Înființare
Situl Sinesbrunn a fost declarat sit de importanță comunitară în iunie 2015 pentru a proteja un număr necunoscut de specii din flora spontană și fauna sălbatică aflate în arealul zonei.

## Biodiversitate
Situată în ecoregiunea alpină, aria protejată conține 4 habitate naturale: Lacuri eutrofice naturale cu vegetație de tip Magnopotamion sau Hydrocharition, Turbării active, Mlaștini turboase de tranziție și turbării mișcătoare, Mlaștini alcaline.
La baza desemnării sitului se află un număr nedeclarat de specii protejate.
Pe lângă speciile protejate, pe teritoriul sitului au mai fost identificate 2 specii de nevertebrate.